# 梅崎正彦
梅崎正彦（うめさきまさひこ、1927年〈昭和2年〉 - ）は、日本の建築家。竹中工務店設計部に所属していた。早稲田大学卒業。熊本県出身。

## 代表作品
- R邸（1958）
- U邸（1961）
- 東京プリンスホテル（1964）
- NTSシステム研究所（1993日本建築学会賞作品賞）
- 竹中工務店代々木竹友寮他、一連の竹中工務店社宅